# La lista di Stalin
La lista di Stalin (in russo Капитан Волконогов бежал?, Kapitan Volkonogov bežal, lett. "Il capitano Volkonogov è fuggito") è un film del 2021 diretto da Natal'ja Merkulova e Aleksej Čupov.
È stato presentato in concorso alla 78ª Mostra internazionale d'arte cinematografica di Venezia.

## Trama
Nella Leningrado delle grandi purghe, il capitano Fëdor Volkonogov è un agente dell'NKVD temuto e rispettato. Un giorno, mentre si reca al lavoro, assiste al suicido del suo superiore, il maggiore Gvozdëv, che si getta da una finestra per evitare l'arresto e l'epurazione. Subito dopo, gli agenti del dipartimento di Gvozdëv cominciano ad essere convocati per delle non meglio specificate "valutazioni". Volkonogov subodora una trappola e riesce in questo modo a sfuggire all'arresto, dandosi alla macchia. Braccato dai suoi ex-commilitoni, riceve un messaggio divino: la sua anima è destinata all'Inferno, ma potrà ancora essere salvato se, prima di morire, riuscirà a farsi perdonare da almeno una delle vittime dei suoi crimini.

## Produzione
I registi hanno dichiarato di non aver ricercato alcuna accuratezza storica nei costumi e nella ricostruzione del periodo, optando per uno stile da «retro-utopia».

## Distribuzione
Il film è stato presentato in anteprima il 7 settembre 2021 alla 78ª Mostra internazionale d'arte cinematografica di Venezia. È stato distribuito nelle sale cinematografiche estoni a partire dal 6 gennaio 2023, mentre in quelle francesi a partire dal 29 marzo 2023. In Italia è stato distribuito da I Wonder Pictures nel maggio 2024 sulla sua piattaforma streaming IWONDERFULL.

## Riconoscimenti
- 2021 - Mostra internazionale d'arte cinematografica
  - In concorso per il Leone d'oro al miglior film